# Straße der Pariser Kommune
Die Straße der Pariser Kommune ist eine Straße im Berliner Ortsteil Friedrichshain, Bezirk Friedrichshain-Kreuzberg. Anlässlich des 100. Jahrestages der Pariser Kommune erhielt die damalige Fruchtstraße am 17. März 1971 den heutigen Namen.

## Verlauf
Die Straße begann ursprünglich direkt am Nordufer der Spree. Diesen Abschnitt hat man wohl verwaltungsmäßig nach dem Bau der Vorlandmauer aus den amtlichen Unterlagen entfernt. So beginnt der Verkehrsweg aktuell an der Kreuzung Mühlenstraße Ecke Stralauer Platz und führt in nördlicher Richtung unter den Gleisanlagen des Ostbahnhofs hindurch, über die Karl-Marx-Allee bis zum Georgen-Parochial-Friedhof II an der Kreuzung mit dem Weidenweg, wo sie in die Friedenstraße übergeht. Nördlich des Ostbahnhofs befinden sich fast ausschließlich Plattenbauten. Auf der westlichen Straßenseite vor der Kreuzung zur einstigen sozialistischen Prachtstraße Karl-Marx-Allee sind einige Altbauten erhalten.

## Geschichte
Am 8. Dezember 1820 erhielt der Verkehrsweg den Namen Fruchtstraße auf Antrag von Anwohnern der Bullengasse und der Großen Frankfurter Straße. Der Name Fruchtstraße bezog sich auf die hier vorhandenen zahlreichen Blumengärten, die auf fruchtbaren Böden lagen. Vorher hieß der (heutige nördliche Teil) Linienstraße, von der Landsberger bis Frankfurter Straße. Den südlichen Straßenabschnitt gab es zu dieser Zeit noch nicht. Folgende Gärten sind allerdings entlang der späteren Trasse angegeben: Schröders Garten, Bewers Garten, Cobiens Garten, Möwes Garten. Bereits im Jahr 1801 weist das Adressbuch die Kraut(s)-Gasse aus, die von der Großen Frankfurter Straße südwärts bis zur Spree verlief. An ihrer Ostseite lagen weitere Gärten der Gärtner Ostwaldt, Lackner, Behlicht, Marx, Schröder, Mielckens, unterbrochen durch die Lehmgasse, die Rosenquergasse, die Lange Straße. Die Krauts-Gasse endete an der Holzstraße. Auf der westlichen Straßenseite hatte sich an der Großen Frankfurter Straße zunächst die Gaststätte Zum schwarzen Adler etabliert. Der schlossen sich weitere Gärtner an, darunter Puhlmanns, Barthold, Gnädig, Lack, George, Krause und Jean Bouché. Bis zur Holzstraße gab es dann bereits einige Manufakturen und Dienstleister wie eine Kattunfabrik, eine Englische Stahlfabrik, einen Schmiedemeister oder einen Gipsbrenner.
Nach der Namensgebung Frucht-Straße waren im Jahr 1822 die Parzellen 1–50 vergeben und wurden weiterhin von vielen Gärten bestimmt. Zum Straßenverlauf heißt es wörtlich: „Liegt im Stralauer Viertel, fängt mit No. 1 an bei der Mühlenstraße und geht bis zur Großen Frankfurter Straße, hat 50 Hausnummern, ist 1200 Schritt lang und gehört zum 21ten Polizei-Revier.“ Das bedeutet, dass der heutige nordwärts führende Straßenabschnitt noch nicht in die Fruchtstraße einbezogen worden war. Die frühere Linienstraße, zwischen Landsberger und Frankfurter Straße, wurde zu Communication zwischen dem Landsberger und dem Frankfurter Tor, und erst mit der Namensgebung „Friedenstraße“ im Jahr 1872 blieb der Südabschnitt bis zur Großen Frankfurter Straße übrig und kam zur Fruchtstraße.
In den folgenden Jahrzehnten und Jahrhunderten entwickelte sich eine lebhafte und immer engere Bebauung entlang der Fruchtstraße, für die sich beispielsweise im Jahr 1900 folgende Angaben finden: Sie führte von der Spree über die Mühlenstraße, Am Schlesischen Bahnhof, Madaistraße, Lange Straße, Friedrichsfelder/Müncheberger Straße, Am Wriezener Bahnhof über den Küstriner Platz, über die Rüdersdorfer Straße, Große Frankfurter Straße bis zum Straßenzug Palisadenstraße–Friedenstraße. Dabei hatte sie nun bereits 90 Hausnummern, deren Nummerierung in Hufeisenform von 1 (an der Spree) bis 48 und zurück verlief. Außerdem waren größere Mietshäuser straßenbestimmend und im Südbereich die Städtischen Gaswerke, die Bahnmeisterei, der Post- und Telegrafendienst. Zur Versorgung der Einwohner fanden sich Gastwirtschaften, Bäckereien, Apotheken, Tischlereien, Colonialwarenhandlungen und viele andere. Alle Gärtnereien waren dagegen verschwunden. Als Hausnummer 1 findet sich eine Badeanstalt, damals Flussbäder in der Spree.

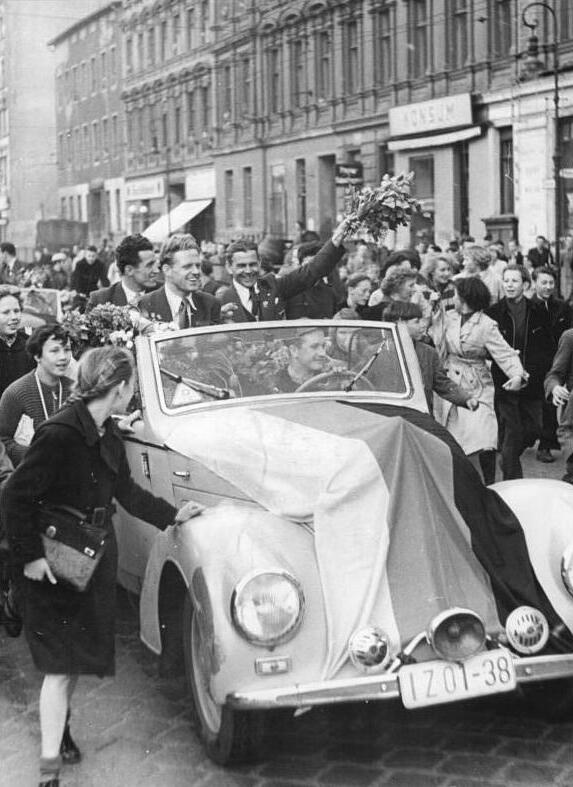
Erfolgreiche DDR-Teilnehmer an der Friedensfahrt des Jahres 1955 mit Täve Schur und Lothar Meister II werden von Berlinern begeistert empfangen. Das Auto fährt durch die Fruchtstraße, im Hintergrund sind einige der erhaltenen Vorkriegsbauten zu sehen.

Durch die Kampfhandlungen am Ende des Zweiten Weltkriegs wurden große Abschnitte der damaligen Großen Frankfurter Straße und einige Nebenstraßen, darunter auch die Fruchtstraße, zerstört. Nach Plänen des Kollektivs Heinz Mehlan wurde die Straße von 1970 bis 1973 neu aufgebaut.

## Bauwerke
An der Straße stehen das Pegasus Hostel, das Ostel, das Verlagshaus des Verlages Neues Deutschland, ein Baumarkt sowie kleinere Geschäfte.
Zwischen 1937 und 1941 betrieb die Jüdische Gemeinde Berlins in der Fruchtstraße 74 die Jüdische Bauschule. Kultursenator Klaus Lederer enthüllte auf Initiative von Walter Frankenstein, der an dieser Schule ausgebildet worden war, hier am 15. Mai 2017 eine gläserne Gedenktafel.
Das Haus Nummer 8 war das Postamt O 17 der Deutschen Reichspost und unmittelbar mit dem dahinter liegenden Postbahnhof verbunden.
Das Gebäude Nummer 38 war vom Anfang des 20. Jahrhunderts bis zur Kriegszerstörung in den 1940er Jahren die 52. und 71. Gemeindeschule. Außerdem beherbergte es die 23. Volksbücherei des Bezirksamtes. Auf diesem Grundstück an der Ecke Karl-Marx-Allee wurde 1997 der Bürogebäudekomplex Vitro Plaza errichtet, ein 14-geschossiges Hochhaus mit 8-, 7- und 5-geschossigen Seitenflügeln.